# Caryocolum amaurella
Caryocolum amaurella is een vlinder uit de familie tastermotten (Gelechiidae). De wetenschappelijke naam is voor het eerst geldig gepubliceerd in 1924 door M. Hering.
De soort komt voor in Europa.